# Kauli Vaast
Kauli Vaast (* 26. Februar 2002 in Vairao, Tahiti) ist ein französischer Surfer aus Französisch-Polynesien. 2024 gewann er die Goldmedaille bei den Olympischen Spielen von Paris, der Surfwettbewerb fand dabei in Teahupoʻo auf Tahiti statt, in unmittelbarer Nachbarschaft seines Heimatortes Vairao.

## Leben
Kauli Vaast wurde auf Tahiti geboren. Seine Eltern sind beide Lehrer, die sich auf Hawaii kennengelernt hatten. Sein Vater Gaël Vaast, ursprünglich aus dem nordfranzösischen Berck-sur-Mer stammend, ist ein ehemaliger Spitzenwindsurfer. Seine Mutter Nathalie Thupalua stammt ursprünglich aus Neukaledonien.
Vaast begann im Alter von vier Jahren zusammen mit seinem Vater auf den Wellen vor Tahiti zu surfen. Er wuchs zunächst in der Stadt Mahina im Norden von Tahiti auf, bevor er sich im Alter von zehn Jahren mit seiner Familie im Surfer-Hotspot Teahupoʻo niederließ. Er hat eine jüngere Schwester namens Aelan und einen jüngeren Bruder namens Naiki.

## Karriere
Zu Beginn seiner Karriere gewann er zahlreiche Titel in den Jugendkategorien, unter anderem ist er dreimaliger Junioren-Europameister im Surfen (2017, 2019 und 2020).
Im Jahr 2018 trat Kauli Vaast der World Qualifying Series (WQS) der professionellen World Surf League (WSL) bei und nahm 2019 am Tahiti Pro Teahupoʻo teil, wo er erstmals einen Wettbewerb gegen die Weltelite des Surfens bestritt. Nachdem er den WQS-Wettbewerb gewonnen hatte, erhielt er eine Wildcard für den dortigen Wettbewerb der WSL Championship Tour (CT) und belegte in diesem Wettbewerb den 9. Platz.
Im Jahr 2021 beendete er die europäische WQS-Saison auf dem fünften Platz und qualifizierte sich für die erste Ausgabe des Challenger Series, welche wiederum die Vorstufe zur CT, der höchsten Kategorie des weltweiten Surfsports, darstellt. Am Ende der Saison belegte er den 69. Platz in der Challenger-Series-Wertung. Im Oktober 2021 gewann er die French Surfing Open in Hossegor.
Bei den Olympischen Spielen 2024 in Paris, für die er sich als Fünftplatzierter der Weltmeisterschaft 2023 qualifizierte, startete Kauli Vaast zunächst als Außenseiter. Dank seiner Leistungen gewann er schließlich am 6. August 2024 als erster Franzose eine olympische Goldmedaille im Surfen, nachdem er unter anderem den US-amerikanischen Surfer Griffin Colapinto in der dritten Runde, seinen Landsmann Joan Duru im Viertelfinale, den Peruaner Alonso Correa im Halbfinale und den Australier Jack Robinson im Finale besiegt hatte.